# Oracle (travhäst)
Oracle, född 13 maj 2006 i Strömsnäsbruk i Kronobergs län, är en svensk varmblodig travhäst. Han tränades och kördes av Stefan Melander.
Oracle tävlade åren 2009–2014 och sprang in 5,8 miljoner kronor på 123 starter varav 20 segrar, 19 andraplatser och 14 tredjeplatser. Han inledde karriären i april 2009 och tog sin första seger redan i den andra starten. Han tog karriärens största segrar i Färjestads Jubileumslopp (2012), Kalmarsundspokalen (2012) och Gulddivisionens final (juni 2012). Han kom även på andraplats i Svenskt Trav-Kriterium (2009), Gran Premio Orsi Mangelli (2009), Ina Scots Ära (2010) och Prix Doynel de Saint-Quentin (2011) samt på tredjeplats i Prix de Münich (2012).